# Catawba (Wisconsin)
Catawba é uma vila localizada no estado norte-americano de Wisconsin, no Condado de Price.

## Demografia
Segundo o censo norte-americano de 2000, a sua população era de 149 habitantes.
Em 2006, foi estimada uma população de 133, um decréscimo de 16 (-10.7%).

## Geografia
De acordo com o United States Census Bureau tem uma área de
11,5 km², dos quais 11,5 km² cobertos por terra e 0,0 km² cobertos por água.

## Localidades na vizinhança
O diagrama seguinte representa as localidades num raio de 24 km ao redor de Catawba.